# Jim Kerr

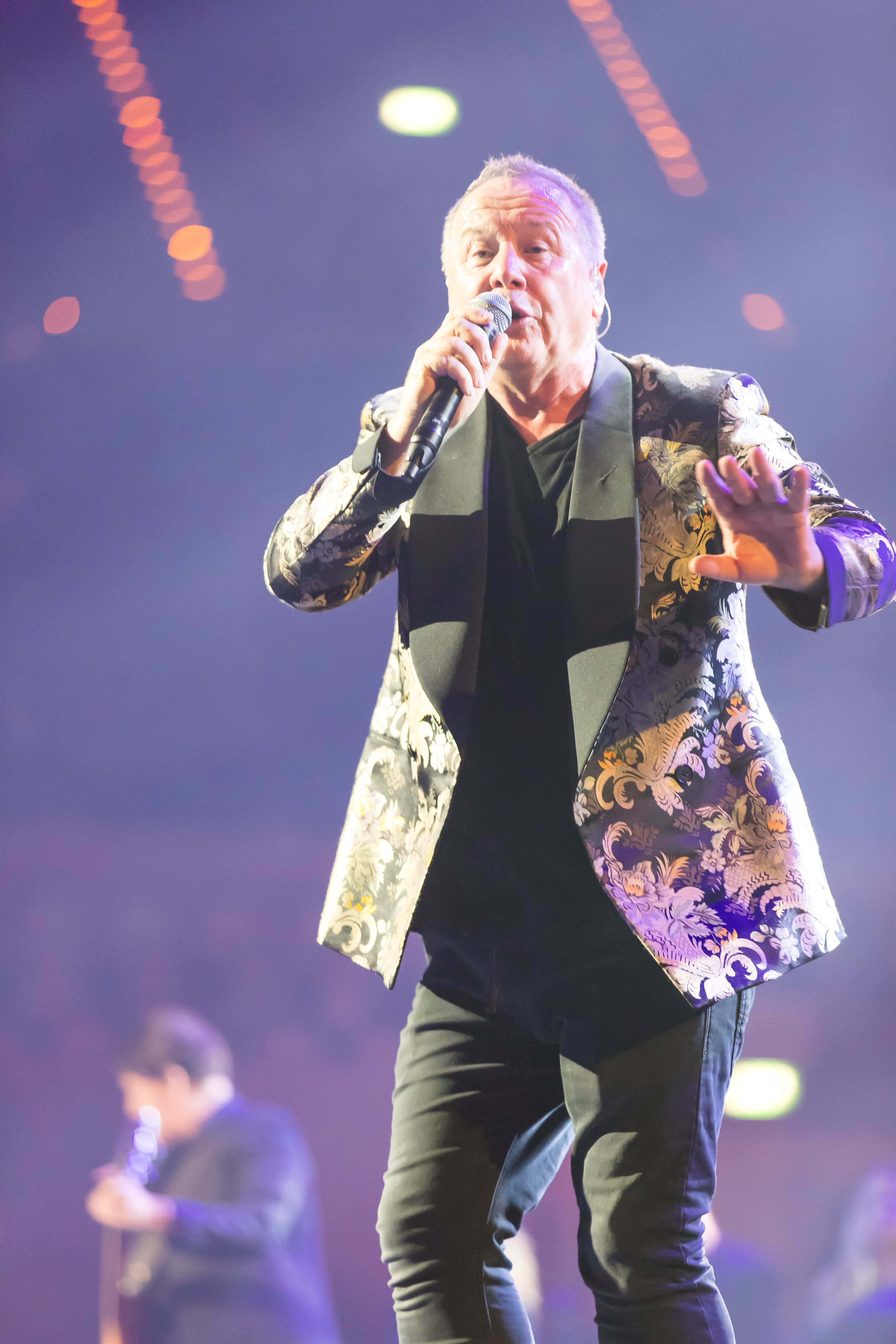
Jim Kerr (2016)

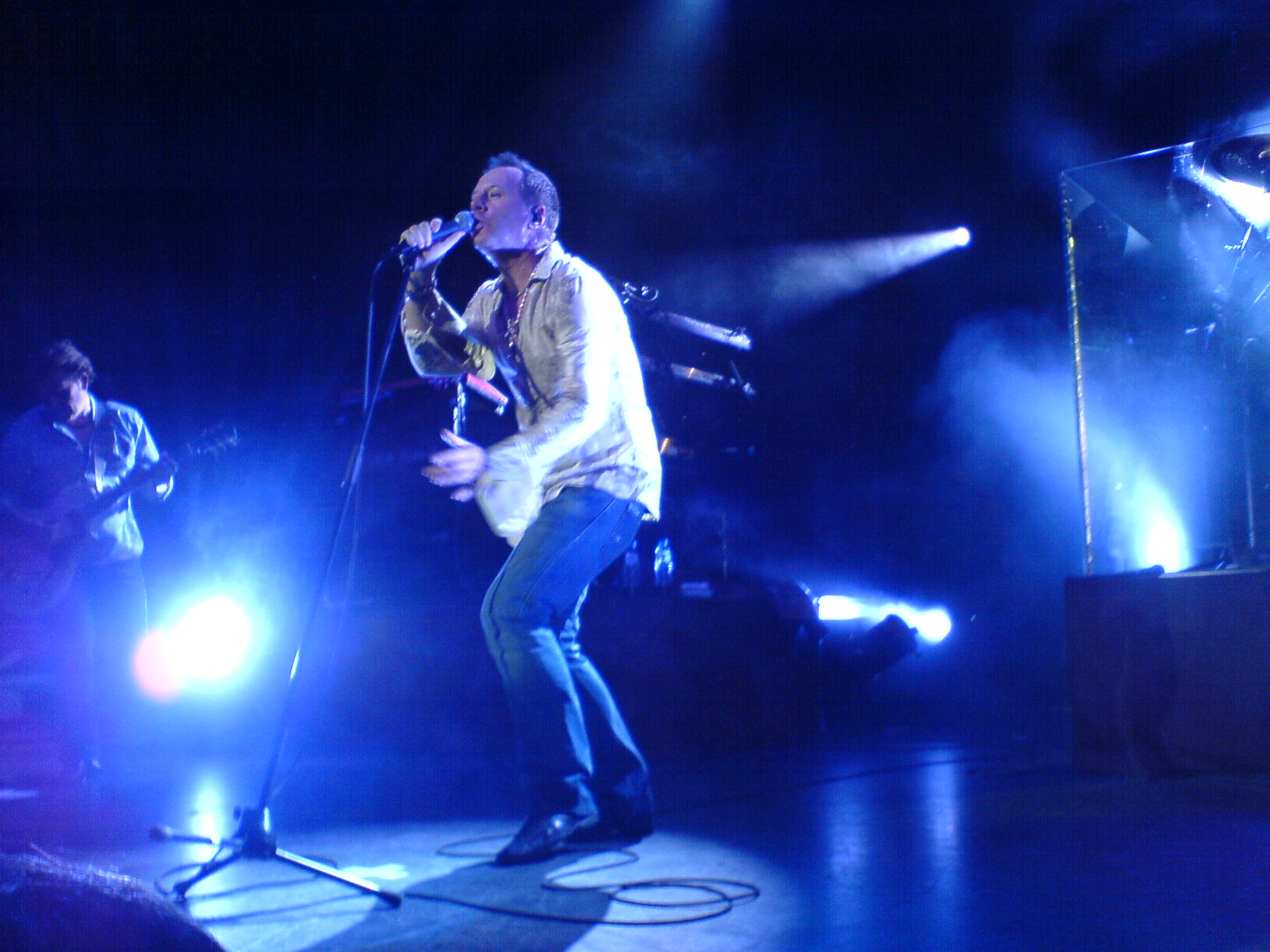
Jim Kerr (2006)

James „Jim“ Kerr (* 9. Juli 1959 in Glasgow, Schottland) ist Leadsänger und Komponist der schottischen Rockband Simple Minds.

## Biografie
Kerr wurde als Sohn von Irene und James Kerr geboren und hat zwei Brüder (Paul und Mark).
1975 und 1976 spielte er mit Charlie Burchill, Brian McGee und anderen in der Anfängerband Biba-Rom! Im Jahr 1977 gründete er mit Charlie Burchill, Brian McGee und John Milarky die Punkband Johnny And The Self Abusers, die weitergehende Ambitionen hatte und professionell werden wollte. Aber nach nur einem halben Jahr und der ersten veröffentlichten Single (Saints and Sinners/Dead Vandals) löste sich diese Band auf, um 1978 unter dem Namen Simple Minds einen Neuanfang zu starten. Nachdem einige Musiker gekommen und gegangen waren, fand sich Ende 1978 mit Charlie Burchill, Jim Kerr, Brian McGee, Derek Forbes und Michael MacNeil die Formation zusammen, die dann auch Schallplatten einspielte.
Jim Kerr erlebte zahlreiche Wechsel in der Besetzung der Band, feierte 2008 das 30-jährige Band- und Bühnenjubiläum und ist neben Charlie Burchill als Gründungsmitglied der Simple Minds bis heute (2009) übrig geblieben.
2003 sang Kerr den von Jam & Spoon produzierten Song Cynical Heart, der sich in den deutschen Charts platzierte. Am 14. Mai 2010 veröffentlichte er sein erstes Soloalbum als Lostboy! a.k.a. Jim Kerr mit dem gleichnamigen Titel.
1985 heiratete Kerr die Pretenders-Frontfrau Chrissie Hynde. Mit ihr hat er ein gemeinsames Kind, Yasmin Paris (* 1985). Die Scheidung wurde fünf Jahre später eingereicht. Von Januar 1992 bis Oktober 1996 war Kerr mit der britischen Schauspielerin Patsy Kensit verheiratet. Sie haben einen Sohn, James (* 1992).
Kerr lebt in Glasgow, wo er auch ein Studio besitzt, und auf Sizilien (Taormina), wo er ein Hotel gebaut hat.

## Engagement
Im Rahmen seiner Musik setzte sich Kerr immer wieder für politische Themen ein. So gegen den Hunger in Afrika (Live-Aid-Konzert 1985), für das Ende der Apartheid (Nelson Mandela 70th Birthday Tribute Concert 1988) und den Frieden in Nordirland. Bekannte Songs sind Mandela Day und Belfast Child.

## Sonstiges
Jim Kerr ist Anhänger des Fußballklubs Celtic Glasgow. In den 1990er Jahren wollte er den finanziell angeschlagenen schottischen Erstligisten mit einigen Investoren retten. Jetzt ist er aktiv beim AS Celtic Taormina in seiner zweiten, sizilianischen Heimat tätig.

## Diskografie (solo)
Alben
- 2010: Lostboy! A.K.A Jim Kerr

Singles
- 2003: Cynical Heart (mit Jam & Spoon)
- 2006: The Deep Blue Sea (mit Mir)